# Ciclo expansor

O ciclo expansor. O calor do bocal e da camara de combustão aciona as bombas dos propelentes.

O Ciclo expansor é um ciclo de produção de força num motor de foguete de combustível líquido. Nesse processo, o combustível é usado para resfriar a câmara de combustão, absorvendo o calor e mudando de fase. O combustível aquecido, agora gasoso, aciona a turbina que por sua vez aciona as bombas de combustível e oxidante, antes de ser injetado na câmara de combustão e queimado.